# الاتحاد العربي للتنس
الاتحاد العربي للتنس، (بالفرنسية: Fédération Arabe de Tennis)‏ أو اختصارا (FAT)، هي الجهة الرسمية المسؤولة والمشرفة على رياضة كرة المضرب في العالم العربي، حيث تضع نظاما للتصنيف ومنافسات العربية، الجامعة هي فرع للاتحاد الدولي لكرة المضرب، تتكون المنظمة من 22 دولة عربية للتنس، ينشط في الدول العربية.

## تاريخ

### البطولات
- البطولة العربية للناشئين والناشئات تحت 11 و12 سنة.
- البطولة العربية للمرحلة السنية 13 و14 سنة
- البطولة العربية للرجال والسيدات لمرحلة العمومى.
- بطولة جديدة وهى بطولة أبطال الدورى للأندية تحت 14 سنة.

## وصلات خارجية
- الموقع الرسمي للإتحادية